# Kristoffer Arvhage
Kristoffer Arvhage (ur. 3 listopada 1977 w Borås) – szwedzki piłkarz grający na pozycji obrońcy. Ma na swoim koncie dziewięć występów w reprezentacji Szwecji U-21. Wychowanek Sandareds IF (występował w nim do 1992 roku), w latach 1993–2004 gracz IF Elfsborg, w 2004 - Aalborg BK, w 2005 - AIK Fotboll, a od 2006 - IFK Norrköping.